# Number Five
Number Five è un singolo del gruppo musicale statunitense My Chemical Romance, pubblicato il 5 febbraio 2013. È l'ultimo di una serie di cinque doppi lati A contenenti demo registrate dalla band nel periodo di produzione del quarto album Danger Days: The True Lives of the Fabulous Killjoys nel 2009, ma poi scartate.

## Tracce
1. Surrender the Night – 3:27
2. Burn Bright – 4:17

## Formazione
- Gerard Way – voce
- Ray Toro – chitarra solista, cori
- Frank Iero – chitarra ritmica, cori
- Mikey Way – basso
- Bob Bryar – batteria, percussioni

## Classifiche
| Classifica (2013)          | Posizione massima |
| -------------------------- | ----------------- |
| Regno Unito                | 101               |
| Regno Unito (rock & metal) | 3                 |